# Abbaye de Marienthal
 (février 2016).
Si vous disposez d'ouvrages ou d'articles de référence ou si vous connaissez des sites web de qualité traitant du thème abordé ici, merci de compléter l'article en donnant les références utiles à sa vérifiabilité et en les liant à la section « Notes et références ».
Ne doit pas être confondu avec Abbaye de Mariental.
Pour l’article homonyme, voir Abbaye de Marienthal (Ahr).
L'abbaye de Marienthal (Kloster St. Marienthal) est une abbaye cistercienne fameuse située en Allemagne dans la commune d'Ostritz (arrondissement de Görlitz). L'abbaye domine la rivière Neisse marquant la frontière avec la Pologne depuis 1945. Elle se trouve dans la région historique de Lusace en Saxe et a été fondée le 14 octobre 1233. La présence d'une communauté religieuse féminine y est ininterrompue. Elle est située à 20 kilomètres de Görlitz.
L'abbaye est placée sous le patronage de l'Assomption de la Vierge Marie.

## Historique

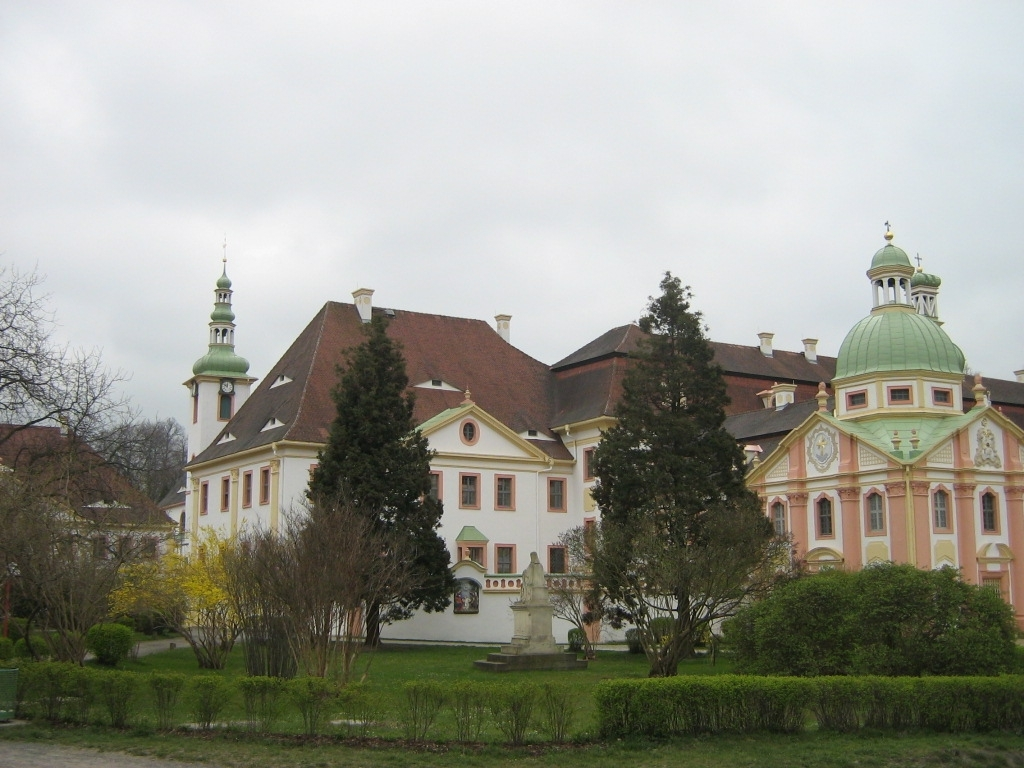
Vue de l'abbaye et de l'église abbatiale

C'est la reine de Bohême, Cunégonde épouse de Wenceslas Ier, qui est à l'origine de la fondation en 1233, fondation officiellement réalisée au début de l'année 1234. L'abbaye se trouve alors près d'une route commerciale qui relie Prague à Görlitz en passant par Zittau. Sa communauté féminine est incorporée vers 1237 à la province bohémienne de l'Ordre cistercien (Ordo cisterciensis) et son abbé-visiteur est celui d'Altzelle. Un village se forme à côté du nom de Seifersdorf. L'abbaye reçoit la seigneurie et la ville d'Ostritz et la moitié de la seigneurie de Rohnau (de). Elle bénéficie aussi de la protection de la noblesse locale, en particulier des burgraves de Dohna. Elle reçoit du roi Jean Ier de Bohême le droit de haute justice en 1346 (Hohe Gerichtsbarkeit)
L'abbaye est saccagée pendant le soulèvement hussite de 1427. Les religieuses ont la vie sauve en s'enfuyant à pied à Görlitz, où elle demeurent jusqu'à la restauration de l'abbaye en 1452. Celle-ci subit deux incendies légers en 1515 et 1542, mais le plus important est celui de 1683 qui la laisse en ruines. La reconstruction démarre en 1685. Elle est totalement reconstruite dans le goût baroque qui durent jusqu'en 1744. Lorsque les Suédois occupent le royaume de Saxe (auquel appartient désormais le territoire de l'abbaye) pendant la Guerre du Nord, les religieuses s'enfuient en 1707 de nouveau, cette fois-ci à Reichstadt.

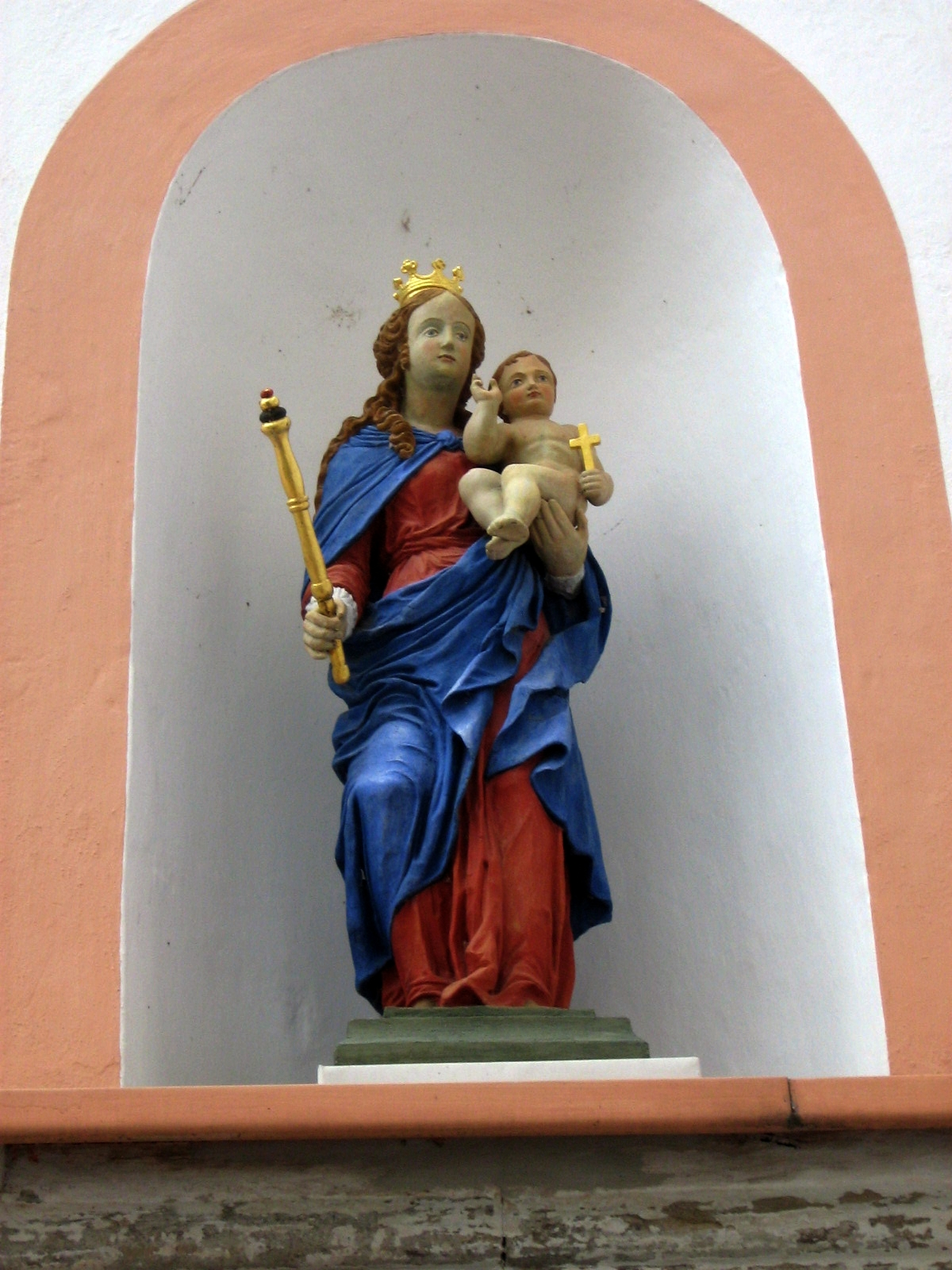
Vierge à l'Enfant à l'abbaye

Depuis l'époque de la Réformation l'abbaye est dans une situation curieuse. En effet, la plupart des abbayes ou couvents ont expulsé leurs communautés catholiques dans une région passée au luthéranisme (avec des exceptions en pays sorabe, comme à St. Marienstern), et ont été sécularisées; mais pour survivre l'abbaye de Marienthal s'est placée sous la protection juridique (le patronat, Jus patronatus) de la paroisse luthérienne de Bautzen et les baillis abbatiaux (advocatus Ecclesiæ ou Vogt) sont désormais eux-mêmes luthériens. La nouvelle religion rencontre même un écho à l'intérieur de la communauté, puisque trois abbesses sont déposées au XVIe et XVIIe siècles et choisissent de poursuivre leur destin dans des Damenstift, c'est-à-dire des fondations luthériennes féminines laïques. Alors que le recrutement des religieuses de chœur était largement réservé à l'aristocratie locale, celui-ci devient plutôt bourgeois après le XVIIe siècle, la noblesse s'étant convertie au protestantisme. Les abbesses, quant à elles, sont désormais surtout issues de la petite noblesse de Silésie ou de Bohême. L'abbé visiteur devient celui de l'abbaye de Neuzelle, l'abbaye d'Altzelle ayant été sécularisée en 1540. Le recès de tradition (de) signé en 1635 et confirmé à Görlitz en 1636 au moment de la paix de Prague par l'empereur Ferdinand II d'un côté et l'électeur Jean-Georges Ier de Saxe de l'autre, met fin pour un temps aux persécutions subies par les communautés en Haute et en Basse-Lusace, deux régions qui appartiennent désormais à la Saxe protestante et non plus à la Bohême, dont la couronne est catholique. En échange de cette reconnaissance de territoire, l'électeur de Saxe s'engage à ne pas séculariser les monastères subsistant en Lusace et à ne pas imposer la lecture de textes luthériens dans les églises. Le danger de la sécularisation est donc écarté pour l'abbaye de Marienthal. Le bailli est nommé directement par l'électeur, en respectant la tradition catholique. C'est ainsi que la Lusace est devenue biconfessionnelle, alors que le reste de la Saxe est soumise à la nouvelle religion. Cette situation est confirmée en 1831, alors que la région est passée depuis 1815 au royaume de Prusse. De plus l'abbaye continue à bénéficier de ses privilèges saxons en matière économique et juridique. C'est ainsi qu'au début du XIXe siècle, l'abbaye est à la tête d'une vingtaine de villages agricoles. Elle dispose encore au début du XXe siècle du Jus patronatus de plusieurs villages.
L'abbaye construit et gère un orphelinat et une école en 1838 qui sont fermés par les autorités nationales-socialistes en 1938. L'église est restaurée après une inondation de la Neisse en 1897.
Huit religieuses de l'abbaye reprennent en 1901 l'abbaye de Porta Cœli (de) en Moravie qui avait été fermée à l'époque du joséphisme. Plus tard cette abbaye fonde à son tour dans les années 1990 l'abbaye de Sostrup (de) au Danemark.

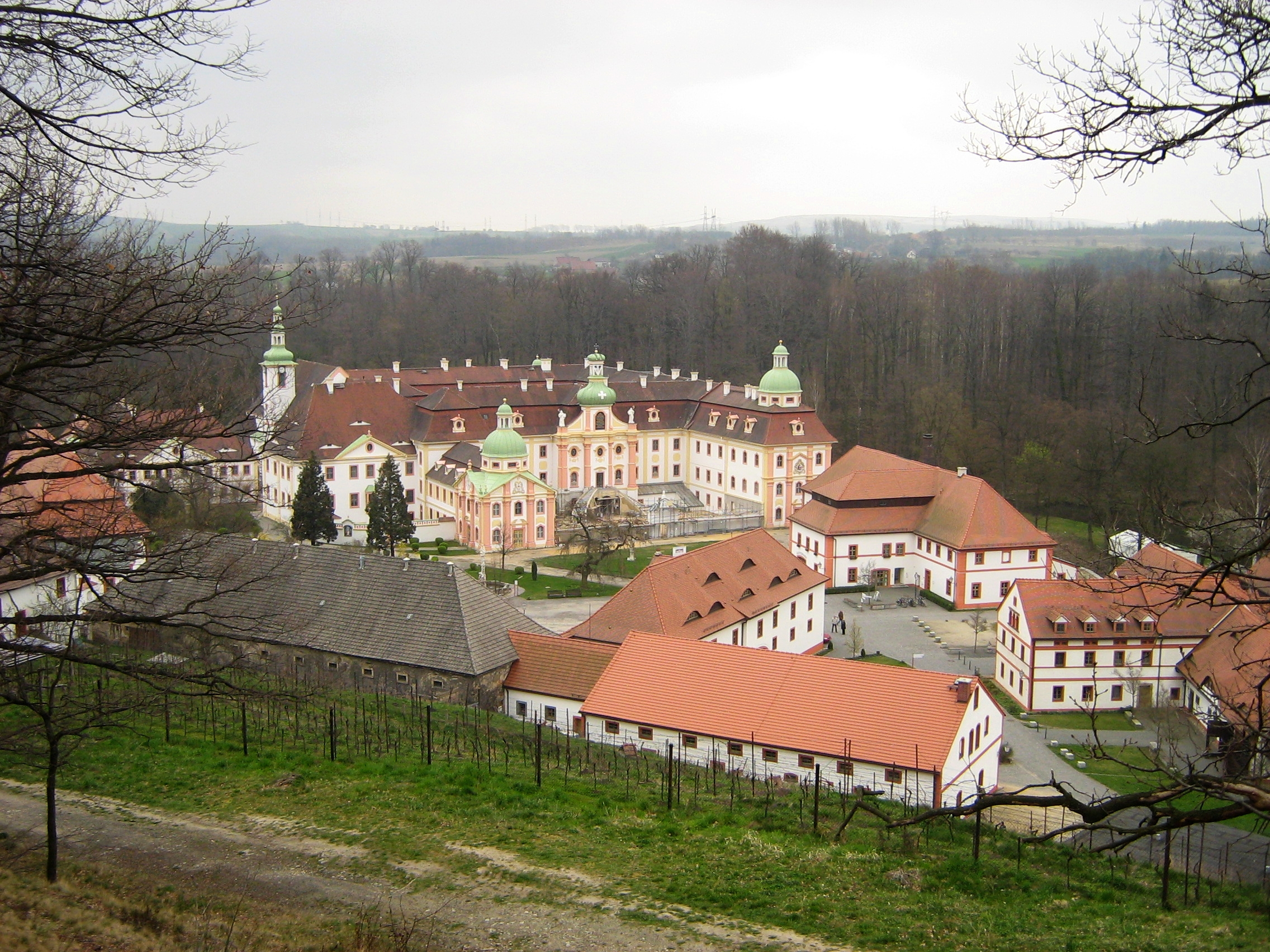
Vue des bâtiments abbatiaux

Un foyer d'enfants déplacés pour raisons de santé et un hôpital militaire (à partir de 1942) est installé à l'abbaye pendant la Seconde Guerre mondiale et les religieuses, qui ont soigné en tout 400 soldats blessés, refusent de quitter les lieux à la fin de la guerre, comme elles en avaient reçu l'ordre des autorités allemandes. Le pont traversant la Neisse est détruit. La nouvelle frontière de 1945 coupe l'abbaye de ses possessions de l'autre côté. Cependant la nationalisation des biens intervenue quelques mois plus tard dans la zone allemande occupée par les Soviétiques, tourne définitivement la page de l'abbaye comme exploitation agricole. Elle obtient toutefois le droit en 1952, sous le régime de la république démocratique allemande, de rester personne morale, droit qui lui avait été enlevé en 1938. Cela lui permet d'ouvrir quelque temps plus tard une maison d'accueil pour femmes en difficulté psychologique, et en 1979 à Schlegel un foyer pour hommes atteints de déficiences mentales (le Pater-Kolbe-Hof).

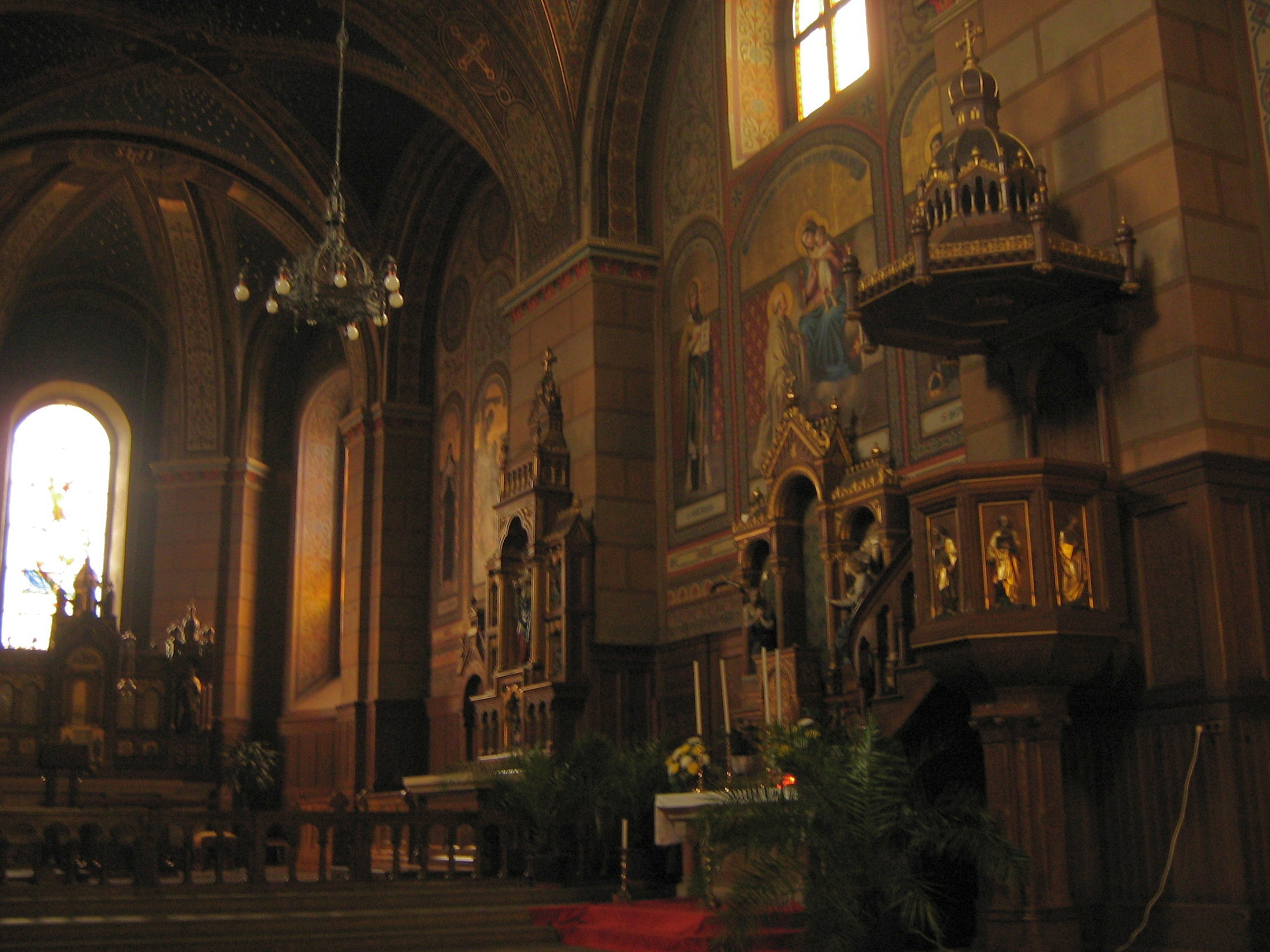
Intérieur de l'église

L'abbaye réussit à fêter ses 750 ans d'existence lors d'une messe en 1984 en présence de 25 000 personnes, et ceci sous le régime communiste de l'époque.
En 1992, l'abbaye ouvre un centre de rencontres internationales, permettant aux trois pays voisins (la République tchèque, la Pologne et l'Allemagne) de tisser des liens d'amitié et de compréhension. Le Pater-Kolbe-Hof est agrandi et restauré (capacité d'accueil 74 personnes) et ouvre en plus une aile réservée aux femmes en 1999. Une seconde hôtellerie est ouverte sous le patronage de saint Joseph, à la place de la maison pour femmes atteintes de déficiences mentales qui a déménagé précédemment à Schlegel.
Une inondation catastrophique a lieu en août 2010 qui nécessite des réparations coûteuses.
L'abbaye regroupe actuellement quatorze religieuses qui sont fidèles à leur vocation d'accueil selon la règle bénédictine.
La fameuse procession équestre de Pâques se déroule d'Ostritz à l'abbaye, tous les ans le jour de la Résurrection du Christ, depuis 1628.

## Architecture

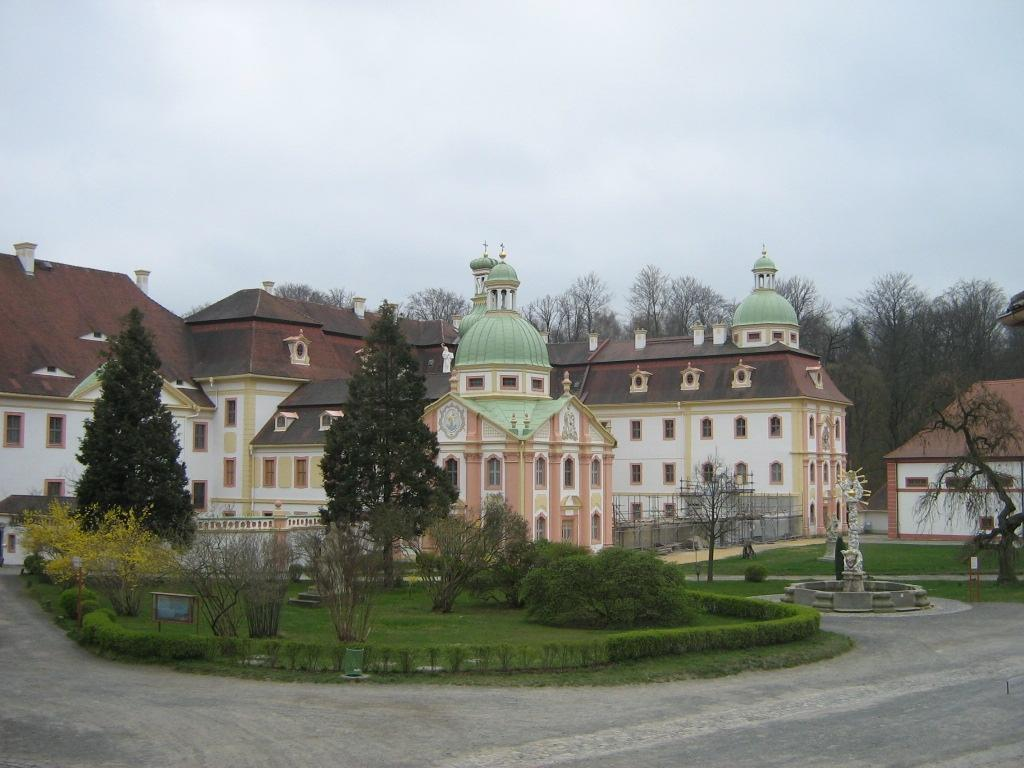
Vue de la chapelle avec sa coupole

L'abbatiale gothique consacrée en 1244 brûle en 1683. Elle est reconstruite en style baroque en gardant les fondations et certaines parties extérieures.
L'intérieur de l'église est peint de fresques en style nazaréen en 1859, puis l'église est restaurée à la fin du XIXe siècle, jusqu'en 1921.
Il existe aussi une chapelle du Crucifix et de Saint-Michel.